# Eugene Smith
Eugene Smith, właśc. William Eugene Smith (ur. 20 grudnia 1918 w Wichita, zm. 15 października 1978 w Tucson) – amerykański fotograf i dziennikarz.
Swoją pracę jako fotograf rozpoczął w lokalnej gazecie „The Wichita Eagle”. Po przeprowadzce do Nowego Jorku dołączył do redakcji „Newsweeka”. Jego praca w tym magazynie nie trwała jednak długo, gdyż w 1939 w proteście przeciwko używaniu w pracy aparatów średnioformatowych zwolnił się z redakcji. W tym samym roku znalazł zatrudnienie w magazynie „Life”.
Eugene Smith zasłynął jako fotograf wojenny podczas działań na Oceanie Spokojnym podczas II wojny światowej. Fotografował zmagania m.in. na Okinawie i Iwo Jimie. Podczas jednej z bitew został poważnie ranny.
Po wojnie jeszcze przez 10 lat pracował w redakcji „Life”. W 1955 dołączył do agencji fotograficznej Magnum. Podczas pracy w agencji tworzył głównie fotoeseje, m.in. na temat Pittsburgha.
Eugene Smith zmarł na udar mózgu spowodowany długotrwałym nadużywaniem amfetaminy i alkoholu.
W 2020 powstał film fabularny pod tytułem „Minamata” opisujący chorobę z Minimaty. W rolę Eugene Smitha wcielił się Johnny Depp.